# Соколов, Николай Семёнович (Герой Советского Союза)
Николай Семёнович Соколов (1923—1984) — старший лейтенант Советской Армии, участник Великой Отечественной войны, Герой Советского Союза (1944).

## Биография
Николай Соколов родился 15 декабря 1923 года в посёлке Гусь-Железный (ныне — Касимовский район Рязанской области). Окончил десять классов школы. В 1941 году Соколов был призван на службу в Рабоче-крестьянскую Красную Армию. С ноября 1943 года — на фронтах Великой Отечественной войны, командовал отделением 1118-го стрелкового полка 333-й стрелковой дивизии 6-й армии 3-го Украинского фронта. Отличился во время битвы за Днепр.
В ночь с 25 на 26 ноября 1943 года отделение Соколова переправилось через Днепр в районе села Каневское Запорожского района Запорожской области Украинской ССР и приняло активное участие в боях за захват и удержание плацдарма на его западном берегу, уничтожив 1 пулемёт, 1 танк и несколько десятков солдат и офицеров противника.
Указом Президиума Верховного Совета СССР от 22 февраля 1944 года старший сержант Николай Соколов был удостоен высокого звания Героя Советского Союза с вручением ордена Ленина и медали «Золотая Звезда».
В 1944 году Соколов окончил курсы младших лейтенантов. В 1946 году в звании старшего лейтенанта он был уволен в запас. Проживал и работал сначала в Спас-Клепиках, затем в Касимове. В 1959 году окончил Рязанский педагогический институт. Умер 24 августа 1984 года, похоронен в родном посёлке.
Был также награждён рядом медалей.

## Память
Барельеф Героя укреплен на мемориале Славы в городе Касимов. В посёлке Гусь-Железный Рязанской области на здании школы установлена мемориальная доска, где находятся имена четырёх Героев Советского Союза: Д. В. Тарасова, Е. В. Рябовой, А. В. Покликушкина и Н. С. Соколова, учившихся в этой школе.